# Генеральный план Манхэттена

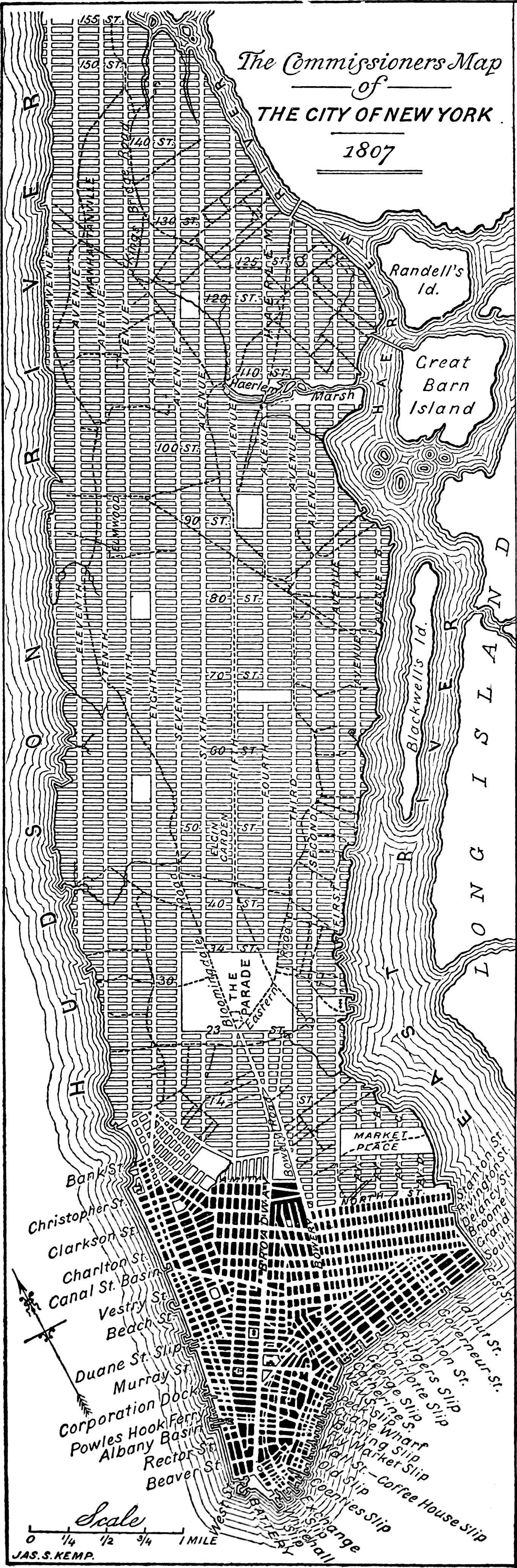
Схема планировки Манхэттена, предложенная в 1807 году

Генера́льный план Манхэ́ттена (англ. Commissioners' Plan) — принятый в 1811 году комплексный план развития Манхэттена.
Инициатором создания плана выступила легислатура штата Нью-Йорк. Основным его предназначением было упорядочивание застройки и продажи участков между 14-й улицей и районом Вашингтон-Хайтс. В основу плана легла гипподамова система, определившая современный облик старейшего боро Нью-Йорка. Поначалу за свою однообразность и строгость по сравнению со схемой застройки других старинных городов он подвергался критике. Однако сейчас считается удачным примером градостроительного проектирования.
Несмотря на следование общей концепции, реальная застройка острова имеет некоторые отклонения от плана. Самым большим отличием является Центральный парк, не заложенный в первоначальный план. Разбитый в 1853 году, он простирается от 5-й до 8-й авеню и от 59-й до 110-й улицы.

## История
Плану 1811 года предшествовало несколько непринятых проектов. Так, в 1797 году городской совет поручил Джозефу Менджину (англ. Joseph Mangin) и Казимиру Гёрку (англ. Casimir Goerck) разработать предварительный план прокладки будущих улиц. Гёрк и Менджин предложили разбить улицы в соответствии с расположением участков на севере острова в угоду землевладельцам. Такой вариант городской совет не устроил.
В 1807 году городской совет запросил у властей штата Нью-Йорк новый вариант уличной планировки. В качестве основной задачи проекта было обозначено создание удобной городской планировки:

<…> улицы должны быть проложены <…> таким образом, чтобы совместить в себе систематичность и порядок с общественной пользой и выгодой и, в частности, чтобы оздоровить город <…>.
Оригинальный текст (англ.)laying out Streets… in such a manner as to unite regularity and order with the public convenience and benefit and in particular to promote the health of the City….

В марте 1807 года совет учредил комиссию по созданию окончательного городского плана. В её состав вошли трое: политики и бывшие сенаторы Говернер Моррис и Джон Резерфорд и топограф Симеон Де-Витт. Спустя месяц комиссия была наделена широкими полномочиями. Она получила исключительные права:

<…> на прокладку улиц, дорог и площадей таких ширины, протяжённости и направленности, которые наиболее бы способствовали общему благу, а также на снос тех улиц или парков, которые были выложены прежде, <…> [но] не были утверждены городским советом.
Оригинальный текст (англ.)<…> to lay out streets, roads, and public squares, of such width, extent, and direction, as to them shall seem most conducive to public good, and to shut up, or direct to be shut up, any streets or parts thereof which have been heretofore laid out <…> [but] not accepted by the Common Council.

В юрисдикцию комиссии вошла территория Манхэттена к северу от Хаустон-стрит, а также прибрежные полосы рек Гудзон и Ист-Ривер шириной в 600 футов (около 180 метров). Председателем комиссии был назначен Моррис. Её членам платили 4 доллара в день, и они, к большому недовольству землевладельцев, обладали правом свободного доступа на частные земли. Как позже вспоминал топограф Джон Рэндел младший (англ.):

[меня] несколько раз арестовывал шериф из-за жалоб <…> на незаконное проникновение и причинение ущерба, игнорирование иных участков, срезание ветвей с деревьев и т. д., совершённые ради землемерия по указаниям от членов комиссии.
Оригинальный текст (англ.)[I] was arrested by the Sheriff, on numerous suits instituted…for trespass and damage by…workmen, in passing over grounds, cutting off branches of trees. &c., to make surveys under instructions from the Commissioners.

## Описание

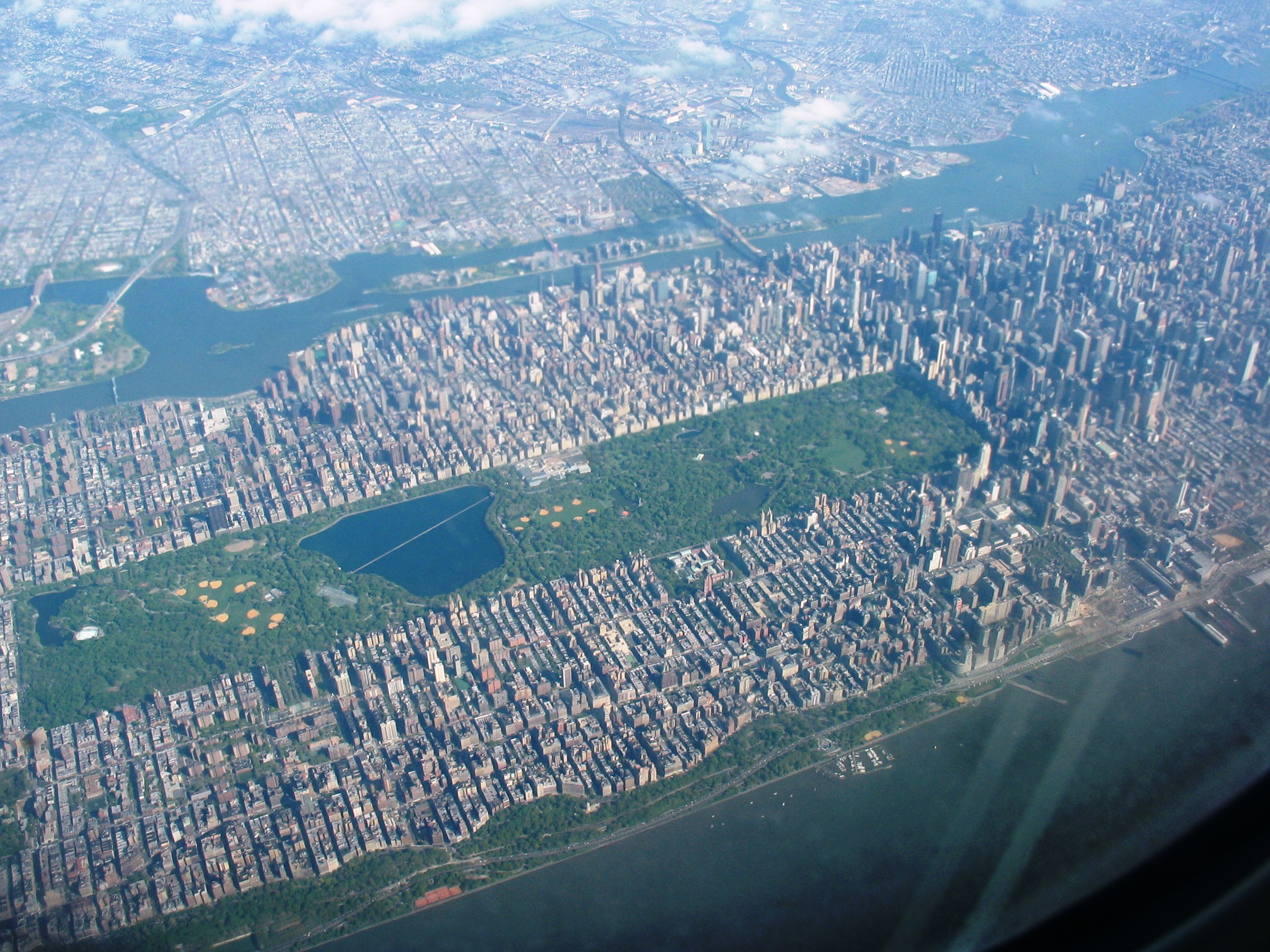
Прямоугольная система улиц Манхэттена хорошо видна с воздуха (на фотографии — Мидтаун и Центральный парк)

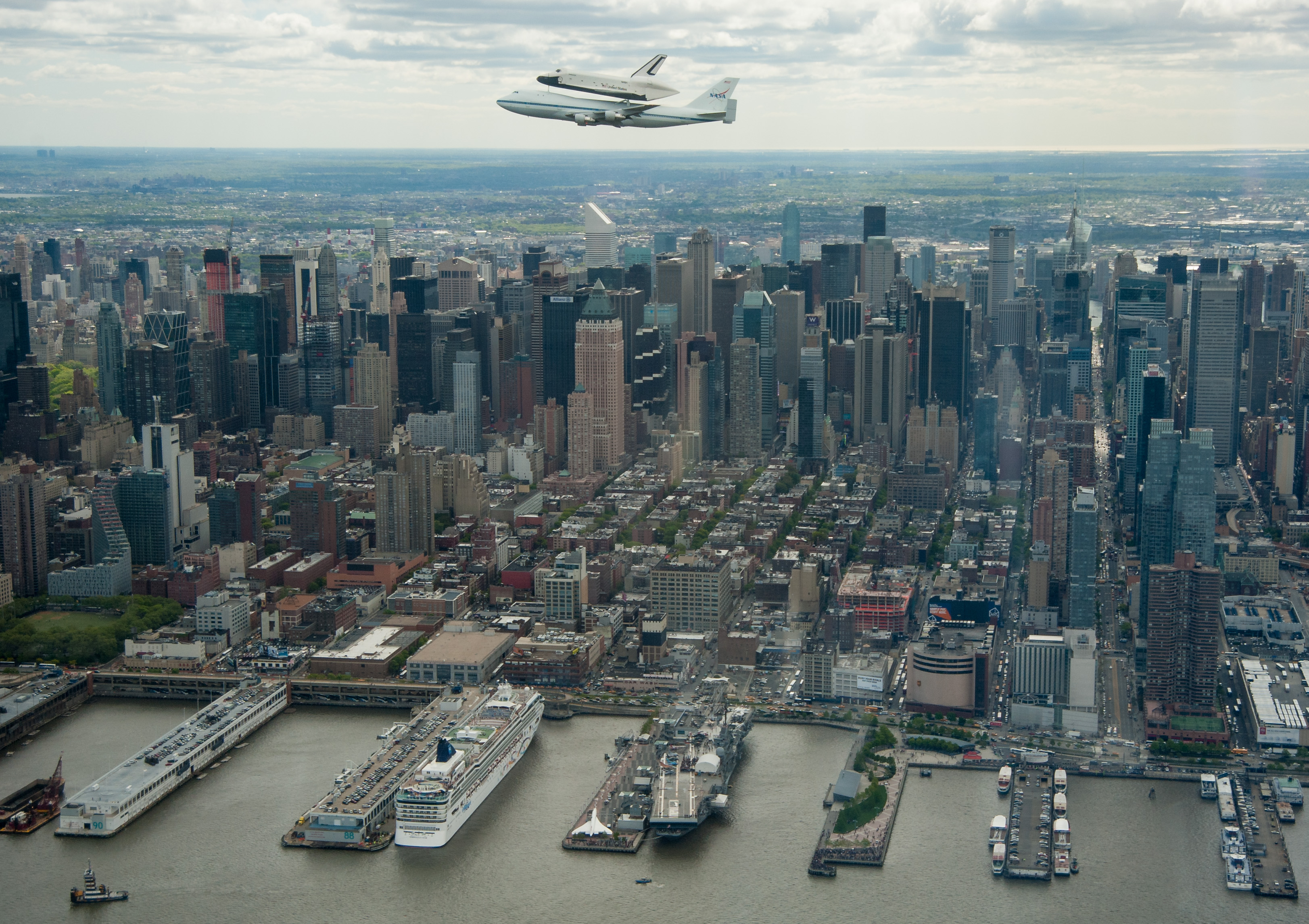
Квартал Адская кухня

В марте 1811 года план был обнародован в виде карты шириной 8 футов (примерно 2,4 метра). На ней было начертано 12 основных авеню, множество пересекающих их улиц и пересекающий их под углом Бродвей. Основной функцией предложенной планировки было обозначена «свободная и обильная циркуляция воздуха» (англ. a free and abundant circulation of air). Необходимость пересечения улиц под прямыми углами объяснялась тем, что постройка прямоугольных домов обходилась бы дешевле всего.
Согласно плану, на острове предстояло разбить 16 авеню, проложенных с севера на юг параллельно береговой линии реки Гудзон. За исключением северной и южной оконечностей острова, авеню нумеровались с первой (на востоке) по двенадцатую (на западе). В районе, получившем позже название Алфабет-Сити, были размечены дополнительные авеню. Они получили литерную нумерацию: от A к D в восточном направлении. Угол, под которым было предложено прокладывать авеню, составлял 29° к меридиану, благодаря чему их длина (с учётом сильной протяжённости острова) была бы максимальной.
План предполагал создание 155 улиц. Они должны были быть проложены по границам размеченных прежде земельных участков площадью по 5 акров (примерно 20 000 м²). Исходной точкой стала 1-я улица. Короткая и неприметная, она пролегала от пересечения Авеню B и Хаустон-стрит до пересечения Бауэри и Бликер-стрит. Своеобразной вехой, от которой начинается прямоугольная структура улиц Манхэттена, является небольшой треугольный парк Перец-сквер.
Ширина каждой авеню была установлена равной 100 футам (примерно 30 метров). Расстояние между соседними авеню в центре острова устанавливалось равным примерно 280 метрам, вдоль же береговой линии оно должно было быть меньше. Причиной этому служило то, что участки улиц у пирсов обладали большей стоимостью, нежели расположенные в глубине острова. Ширина пересекающих авеню улиц устанавливалась равной 60 футам (около 18 метров); расстояние между улицами — в среднем 200 футов (около 61 метра). В результате такого разбиения образовывалось около 2000 узких и протяжённых участков. Ширина 14-й, 23-й, 34-й, 42-й, 57-й, 72-й, 79-й, 86-й, 96-й, 106-й, 116-й, 125-й, 135-й, 145-й и 155-й улиц была установлена равной 100 футов (примерно 30 метров).
Возведённые ранее строения предписывалось по возможности оставлять нетронутыми. Если же здания подлежали сносу, владельцам выплачивалась компенсация.

## Дополнения, изменения и критика

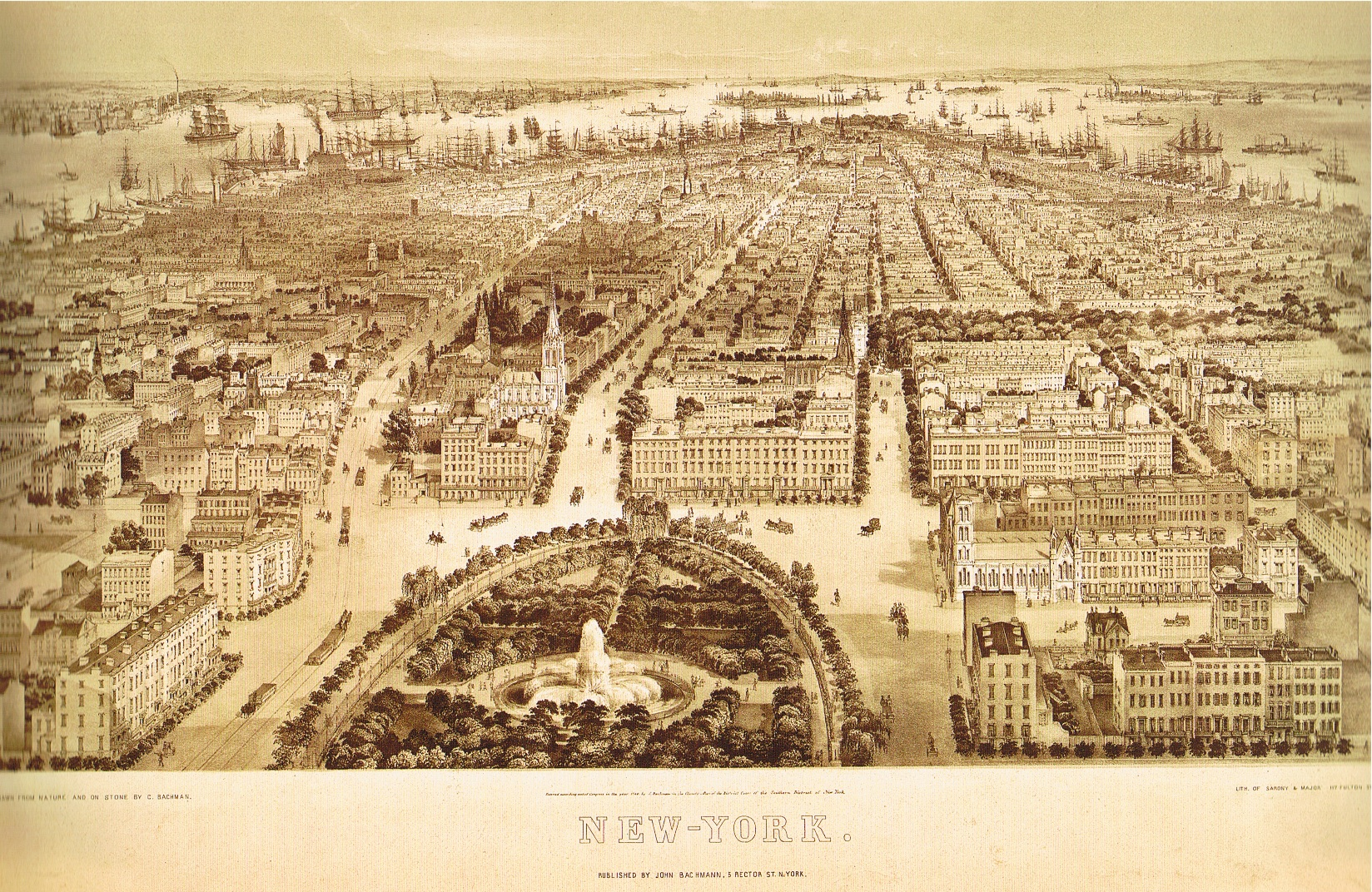
Вид на Даунтаун от Юнион-сквера в 1849 году. Прямоугольная система от 1-й до 14-й улиц прослеживается уже для того года

Впоследствии система разбиения и нумерования улиц была продолжена и к северу от 155-й улицы, оказав в дальнейшем влияние на уличное проектирование Бронкса.
Со временем в уличную систему было внесено множество изменений. Те части улиц, которые расположены к востоку от 5-й авеню, получили обозначение «восточные», к западу же — «западные». Почти все авеню, за исключением 1-й, 2-й, 3-й и 5-й, были переименованы. Позже между 5-й и 4-й (ныне Парк-авеню) была проложена Мэдисон-авеню, а между 4-й и 3-й авеню — Лексингтон-авеню. В Аптауне в разные годы были проложены незапланированные изначально Риверсайд-драйв, Клермонт- и Сент-Николас-авеню. Заложенная в проект улица Блумингдейл-роуд стала впоследствии частью Бродвея.
Некоторые участки A-авеню были переименованы в Саттон-Плейс в Мидтауне, в Йорк-авеню в верхнем Ист-Сайде, Плезант-авеню в восточном Гарлеме. Участок B-авеню в Йорквилле был переименован в Ист-Энд-авеню.
Заметные отхождения от первоначального плана имеются в Гарлеме, где западная 125-я и западная 126-я улицы идут под углом к остальным улицам, и в квартале Вест-Виллидж, где, например, западная 4-я улица пересекается с западными 10-й, 11-й, 12-й и 13-й улицами. В 1853 году между 59-й и 110-й улицами и между 5-й и 8-й авеню был разбит Центральный парк площадью около 3,4 км². В план также не были заложены основной кампус Колумбийского университета в районе Морнингсайд-Хайтс, кампус Медицинского центра Колумбийского университета в районе Вашингтон-Хайтс, Линкольн-центр, Морнингсайд-парк, застройки Стайвесант-Таун и Питер-Купер-Виллидж, Сити-колледж.
Поначалу план подвергался жёсткой критике. Так, в 1818 году писатель и учёный-лингвист Клемент Мур нелестно отозвался о его авторах:

Эти люди из тех, кто готов срыть семь холмов Рима.
Оригинальный текст (англ.)These are men who would have cut down the seven hills of Rome.

Томас Жанвье (англ. Thomas Janvier) в своей книге 1894 года «В старом Нью-Йорке» (англ. In Old New York) охарактеризовал план как «молотилку для получения прибыли» (англ. a grind of money-making). На сегодняшний же день, несмотря на все недостатки, планировка острова встречает в основном хвалебные отзывы.